# Turn-Weltmeisterschaften 1909
Die 4. Turn-Weltmeisterschaften wurden 1909 in Luxemburg in der gleichnamigen Hauptstadt ausgetragen.

## Ergebnisse

### Mehrkampf
| Rang | Athlet          |
| ---- | --------------- |
| 1.   | Marcos Torrès   |
| 2.   | Joseph Czada    |
| 3.   | Armand Coidelle |

### Mannschaft
| Rang | Team               |
| ---- | ------------------ |
| 1.   | Frankreich         |
| 2.   | Böhmen             |
| 3.   | Königreich Italien |

### Reck
| Rang | Athlet          |
| ---- | --------------- |
| 1.   | Joseph Martínez |
| 2.   | Joseph Czada    |
| 2.   | František Erben |

### Barren
| Rang | Athlet           |
| ---- | ---------------- |
| 1.   | Joseph Martínez  |
| 2.   | Marcos Torrès    |
| 2.   | Auguste Castille |
| 2.   | Joseph Czada     |

### Ringe
| Rang | Athlet             |
| ---- | ------------------ |
| 1.   | Guido Romano       |
| 1.   | Marcos Torrès      |
| 3.   | Giorgio Zampori    |
| 3.   | Angelo Mazzonchini |
| 3.   | František Erben    |

## Medaillenspiegel
| Rang | Land               |   |   |   | total |
| ---- | ------------------ | - | - | - | ----- |
| 1    | Frankreich         | 5 | 2 | 1 | 8     |
| 2    | Königreich Italien | 1 | - | 3 | 4     |
| 3    | Böhmen             | - | 5 | 1 | 6     |